# Erioptera (Erioptera) pallidivena
Erioptera (Erioptera) pallidivena is een tweevleugelige uit de familie steltmuggen (Limoniidae). De soort komt voor in het Palearctisch gebied.